# Sadat X
Sadat X, pseudonimo di Derek Murphy (New York, 29 dicembre 1968), è un rapper statunitense.
È famoso soprattutto per essere membro del gruppo di hip hop Brand Nubian. Originariamente conosciuto come Derek X, Sadat prese il nome definitivo ispirandosi al nuovo presidente egiziano Anwar Sadat. La X è ripresa dalla pratica tipica della Nation of Islam di cambiare il cognome degli adepti in una semplice X.

## Biografia
Sadat X ha debuttato con i Brand Nubian nel 1989, con la pubblicazione del singolo di debutto "Brand Nubian" b/w "Feels So Good". L'album di debutto del gruppo, One for All, fu pubblicato nel tardo 1990, e conteneva i singoli "All For One", "Wake Up" e "Slow Down". L'album fu ben recepito, ispirato dagli insegnamenti della Nation of Islam, allo stesso modo di altri gruppi di successo del medesimo periodo come X-Clan, Public Enemy e Poor Righteous Teachers. One For All è considerato un album "classico" della musica hip hop e fu premiato con il The Source Magazine's Five Mic Albums. I Brand Nubian ritornarono nel 1993 con l'album In God We Trust, che conteneva il singolo "Punks Jump Up To Get Beat Down". Sadat fu coinvolto in una controversia dopo la pubblicazione del brano, per via dei presunti contenuti omofobici. Dopo il successivo album composto di remix e rivisitazioni Everything is Everything del 1994, i Brand Nubian si dedicarono a carriere soliste. Nel 1996, Sadat pubblicò il suo primo album solista, Wild Cowboys, con produzioni di Pete Rock, Da Beatminerz, Diamond D, Showbiz e Buckwild. L'album conteneva i singoli "Hang 'Em High" e "The Lump Lump". Sadat si riunì con gli altri membri dei Brand Nubian Grand Puba, Lord Jamar e DJ Alamo per la pubblicazione dell'album 1998 Foundation.
L'album fu ben recepito da pubblico e critica, e conteneva la hit "Don't Let it Go to Your Head". Dopo l'album, i Brand Nubian si dedicarono di nuovo a carriere soliste. Nel 1999, Sadat collaborò con Common nel singolo "1-9-9-9", per la compilation della Rawkus Records Soundbombing II. Sadat pubblicò poi un EP nel 2000, intitolato The State of New York vs. Derek Murphy, contenente il singolo "Ka-Ching". I Brand Nubian si sono riuniti di nuovo nel 2004, per la pubblicazione dell'album Fire in the Hole. Sadat ha pubblicato il suo secondo album solista, Experience & Education, nel 2005, con produzioni di Diamond D, DJ Spinna and Minnesota. Il 22 dicembre 2005, Sadat è stato arrestato e incriminato per possesso illegale di arma da fuoco e resistenza a pubblico ufficiale. . Il 3 ottobre 2006, la Female Fun Music ha pubblicato il terzo album di Sadat Black October.

## Discografia
Album in studio
- 1996 – Wild Cowboys
- 2005 – Experience & Education
- 2006 – Black October
- 2008 – Generation X
- 2009 – Brand New Bein'
- 2010 – Wild Cowboys II
- 2011 – No Features
- 2015 – Never Left
- 2016 – Agua
- 2017 – The Sum of a Man

EP
- 2000 – The State of New York vs. Derek Murphy

Raccolta
- 2008 – Operation Take Back Hip Hop

## Apparizioni
- One for All (Brand Nubian album, 1990)
- "Nitty Gritty" (KMD album Mr. Hood, 1991)
- "Show Business" (A Tribe Called Quest album The Low End Theory, 1991)
- "A Day in the Life" (Diamond D album Stunts, Blunts and Hip Hop, 1992)
- "We Come to Get Wreck" (Rough House Survivors album Straight from the Soul, 1992)
- In God We Trust (Brand Nubian album, 1993)
- "You Can't Front (...It is Real)" (Diamond D single "What U Heard", 1993)
- "Hey! Mr. Rude Bwoy" (Red Fox album As a Matter of Fox, 1993)
- "Lick Dem Muthaphuckas" (Menace II Society soundtrack, 1993)
- Everything is Everything (Brand Nubian album, 1994)
- "Ya Don't Stop" (from the B-Ball's Best Kept Secret compilation, 1994)
- "Mansion and a Yacht" (singolo di Kurious "I'm Kurious", 1994)
- "One Love (One L Mix)" (singolo di Nas "One Love", 1994)
- "I Like It (I Wanna Be Where You Are)" (Grand Puba album 2000, 1995)
- "Squash All Beef" (KRS-One album KRS-One, 1995)
- "Actual Facts" (Lord Finesse album The Awakening, 1996)
- "50,000 Heads" (singolo di R.A. The Rugged Man "50,000 Heads", 1996)
- "Wild Cowboys in Bucktown" (O.G.C. album Da Storm, 1996)
- "Straight Talk From NY" (DJ Honda album DJ Honda, 1996)
- "Heart Full of Sorrow" (House of Pain album Truth Crushed to Earth Shall Rise Again, 1996)
- "Tell Me (6 Karat Hip Hop Mix)" (singolo di Groove Theory "Tell Me (Remixes)", 1996)
- "Stay Away from the Nasty Hoes" (America Is Dying Slowly compilation, 1996)
- "You and You and You" (Frankie Cutlass album "Politics & Bullshit", 1997)
- "Never" (Diamond D album Hatred, Passions and Infidelity, 1997)
- "G.E.T.O.P.E.N." (singolo di Get Open "Here & Now", 1997)
- "I Flip Styles" (singolo di D.I.T.C. "All Love", 1997)
- "A Child is Born" (Soul in the Hole soundtrack, 1997)
- Foundation (Brand Nubian album, 1998)
- "Money (Dollar Bill)" (Everlast album Whitey Ford Sings the Blues, 1998)
- "Hot This Year" (Kid Capri album Soundtrack to the Streets, 1998)
- "Time is Running Out" (Slam soundtrack, 1998)
- "Static" (Kool Keith album Black Elvis/Lost in Space, 1999)
- "Handle Your Time" (Prince Paul album A Prince Among Thieves, 1999)
- "Come On" (The Notorious B.I.G. album Born Again, 1999)
- "Heavy Hitters" (from the GS single "Heavy Hitters", 1999)
- "Once Again (Here to Kick One For You)" (Handsome Boy Modeling School album So... How's Your Girl?, 1999)
- "7XL", "1-9-9-9" (Soundbombing 2 compilation, 1999)
- "Keep it Street" (singolo di Ilacoin "Keep it Street", 2000)
- "Games" (Big L album The Big Picture, 2000)
- "Communicate" (singolo di Ge-ology "Communicate", 2000)
- "Rockin' It" (singolo di Brand Nubian "Rockin' It", 2000)
- "Don't Get it Twisted" (Jigmastas album Infectious, 2001)
- "Stimulated All Stars" (singolo di Stimulated Dummies "Stimulated All Stars", 2001)
- "Touch Y'all" (singolo di Omniscience "Touch Y'all", 2001)
- "Hot Shit" (D&D Project II album, 2002)
- "SOS Batiboy" (Saïan Supa Crew Da Stand Out EP, 2002)
- "In Da BX", "Put it Down", "2 Late" (Diamond D album Grown Man Talk, 2003)
- "Major Flavour" (Mareko album White Sunday, 2003)
- "Serious" (Funky DL album The Classic Fantasy, 2003)
- "Ghetto Pop Life (Remix)" (Danger Mouse & Jemini album Ghetto Pop Life, 2003)
- Fire in the Hole (Brand Nubian album, 2004)
- "Top Shelf" (OuterSpace album Blood & Ashes, 2004)
- "Elixir" (Vast Aire album Look Mom...No Hands, 2004)
- "Party for Free" (Thirstin Howl III album Skillitary, 2004)
- "Treacherous 3" (Chris Lowe album The Black Life, 2004)
- "The Warning" (Everlast album White Trash Beautiful, 2004)
- "Ain't Nothing Changed" (Nobody Beats the Beats album Drops From Above, 2004)
- "Bread & Butter" (Beanie Sigel album The B. Coming, 2005)
- "Study Ya Lessons" (Lord Jamar album The 5% Album, 2006)